# Đồng(II) carbonat hydroxide
Đồng(II) carbonat hydroxide là một hợp chất ion (một muối) gồm các ion đồng(II) Cu2+, carbonat CO2−3, và hydroxide OH−. Tên này thường dành cho hợp chất có công thức Cu2(OH)2CO3 (Cu(OH)2·CuCO3). Nó là một chất rắn kết tinh màu xanh lá cây tồn tại trong tự nhiên ở dạng khoáng chất malachit. Nó đã được sử dụng từ thời cổ xưa như là một chất màu, và nó vẫn được sử dụng làm chất sơn trong hội họa.
Đôi khi tên chất này được dùng cho hợp chất Cu3(CO3)2(OH)2 (Cu(OH)2·2CuCO3), chất rắn kết tinh màu xanh da trời tồn tại ở dạng khoáng vật azurit. Chất này cũng được dùng làm chất màu.
Cả hai khoáng vật malachit và azurit có thể được tìm thấy trên các tấm đồng thau, đồng điếu, và đồng bị oxy hóa khi trải qua một thời gian dài. Thành phần của các màng oxy hóa này (patina) có thể khác nhau, trong môi trường hàng hải phụ thuộc vào môi trường ion chloride của nước biển, còn trong môi trường đô thị có thể có ion sunfat.
Hợp chất này thường bị gọi nhầm thành đồng(II) carbonat. Hợp chất đồng(II) carbonat CuCO3 không tồn tại trong tự nhiên. Chất này bị phân hủy bởi nước hoặc hơi ẩm từ không khí, và chỉ được tổng hợp thực sự vào năm 1973 với nhiệt độ cao và áp suất rất cao.

## Hợp chất khác
Cu2(OH)2CO3 còn tạo một số hợp chất với NH3, như Cu2(OH)2CO3·NH3 là chất rắn màu lục nhạt.